# グッバイ、レーニン!
『グッバイ、レーニン!』（原題（英語）：Good Bye Lenin!）は、2002年に製作、2003年2月に公開されたドイツの映画。監督はヴォルフガング・ベッカー、脚本はベルント・リヒテンベルクとヴォルフガング・ベッカーの共同、音楽は『アメリ』のヤン・ティルセン。
東西ドイツ統合後の庶民の身に起こった悲喜劇を家族像と共に描いた作品であり、映画公開後は本国ドイツで大ヒットし、ドイツ歴代興行記録を更新した。また第53回ベルリン国際映画祭の最優秀ヨーロッパ映画賞（「嘆きの天使賞」）ほかドイツ内外の様々な映画賞を受賞した。
日本ではギャガ・コミュニケーションズ（現・ギャガ）の配給で2004年2月に公開された。
2021年には舞台化もされており、日本では2025年3月から相葉雅紀による主演で上演される予定。

## あらすじ
東ドイツの首都東ベルリンに暮らす主人公のアレックスとその家族。母のクリスティアーネは夫のローベルトが西ドイツへ単独亡命して以来、その反動から熱烈に当時の東ドイツの国家体制に傾倒していた。東ドイツ建国40周年記念日である1989年10月7日の夜に、アレックスは家族に内緒で反体制デモに参加、街中で警官ともみあっていた。それを偶然通りかかったクリスティアーネが目撃。強いショックから心臓発作を起こして倒れ、昏睡状態に陥る。
彼女は二度と目覚めないと思われたが、8か月後に病院で奇跡的に目を覚ます。しかし、その時にはすでにホーネッカー議長は辞任に追い込まれ、ベルリンの壁は崩壊、東ドイツから社会主義体制は消え去り、東西統一も時間の問題となっていた。「もう一度大きなショックを受ければ命の保障は無い」と医師から宣告されたアレックスは、思案の末、母の命を守るため自宅に引き取る。姉のアリアーネや恋人のララをはじめ周囲の協力を半ば強要しながら、東ドイツの社会主義体制が何一つ変わっていないかのようにアレックスは必死の細工と演技を続ける。だが、道路は西側の車が頻繁に通行し、ビルの壁には西側文化の象徴である「コカ・コーラ」の広告が掲げられ、国営小売店は西側資本のスーパーマーケットに変貌していく。
アレックスは映画マニアの友人デニスの協力を得て、「コカ・コーラが東ドイツの国営企業と提携をした」「西ドイツの経済が悪化したことで、自家用車で亡命する西ドイツ人が急増した」といった内容の偽のニュースを製作し、母に見せることで変化を納得させるが、それでも東西統一の現実は着実に近づいていく。
1990年7月1日、東ドイツマルクの通貨交換が開始されるが、預金のありかを母はなかなか思い出せず、ようやく見つけた時にはすでに交換の期限を迎え、紙幣は紙屑になっていた。ドイツ統一は西側主導で加速し、FIFAワールドカップイタリア大会では統一ドイツチームが見事優勝を成し遂げる（史実では優勝したのは「西ドイツ代表」である）
ある時、クリスティアーネはローベルトの亡命が浮気ではなく、自分も後を追うはずが恐怖から挫折したこと。今なお夫を愛していることを告白し、突如容体が急変して入院する。アリアーネは台所でローベルトからの手紙を発見し、二人を会わせるようアレックスに頼み込む。アレックスが手紙に書かれていた西側の住所へ行くとローベルトはすでに再婚して子供も設けていたが、クリスティアーネが危篤と聞いて会いに行く。
アレックスとローベルトが到着する前に、ララから東ドイツ崩壊の真実を知らされるクリスティアーネ。本心では亡命を希望していたクリスティアーネは、アレックスが危惧したようなショックは受けず、アレックスのために、敢えて何も知らないふりを続けた。
アレックスは「芝居」を辞めるため、デニスと今やタクシー運転手となったジークムント・イェーンの協力を得て、東西ドイツが対等の立場で平和統一するという最後の偽ニュースを作り、クリスティアーネに見せる。そして現実のドイツ再統一から3日後、クリスティアーネは息を引き取る。アレックスは幼い頃に遊んでいたロケットの玩具に母の遺灰を忍ばせ、父や姉、友人たちが見守る中、夜空に打ち上げる。

## キャスト
アレクサンダー・ケルナー（アレックス）
演 - ダニエル・ブリュール、日本語吹き替え - 内田夕夜
主人公の青年。幼少時代には宇宙飛行士に憧れ、卒業後は東ドイツでテレビ修理工として働く。1989年10月7日の夜に反体制デモに参加しているのを母クリスティアーネに見られ、そのショックで母が昏睡してしまったため罪悪感を抱えながら暮らしている。ベルリンの壁崩壊で国営事業所が解体されたことにより失職してしまうが、運良く衛星放送のサービスを行う会社に再就職する。意識を取り戻した母にショックを与えないために東ドイツが健在であるという偽装を行い、家族や恋人、母の同僚たちにも半ば強制的に「芝居」に付き合わせる。しかし、父の亡命の真相と母の本心を知り「芝居」を辞めることを決意する。
クリスティアーネ・ケルナー
演 - カトリーン・ザース、日本語吹き替え - 藤田淑子
アレックスの母。夫が西ドイツに亡命したことで、心神を喪失してしまう。失語症状態から抜け出した後は社会主義に傾倒し、ピオネールでの教育活動や婦人の生活改善運動を積極的に行なっている。反体制デモにアレックスが参加しているのを偶然見てしまい、ショックのあまり心臓発作を起こして昏睡してしまう。8ヶ月後に意識を取り戻すが記憶を断片的に失っており、8ヶ月の間に何があったが知らされないまま、アレックスの勧めで自宅で療養生活を送り始める。折に触れて西側諸国から流入した文化や商品を見て疑問に思うも、アレックスの偽装により東ドイツの健在を信じている。実は夫とともに亡命することを考えていたが、あまりの恐ろしさと子供たちのことを思い、東ドイツに残ったことを告白する。夏が終わる頃に再び入院するが、意識を取り戻し夫ローベルトと再会を果たす。本当はララからドイツで起こった全てを伝えられるが、アレックスの前では気づいていないフリをしたまま、ドイツ再統一から3日後に息を引き取る。
ララ
演 - チュルパン・ハマートヴァ、日本語吹き替え - 甲斐田裕子
ソ連からのロシア人交換留学看護学生。反体制デモでアレックスと知り合い、その後病院でクリスティアーネの担当看護婦となり、アレックスと再会する。アレックスの積極的なアプローチで晴れて恋人同士となる。母思いのアレックスに協力するが内心では事実の隠蔽を快く思っておらず、時折アレックスと衝突するも彼を支え続ける。クリスティアーネが再度入院した際、アレックスには内緒でドイツに起こったことを全て彼女に告げる。
アリアーネ・ケルナー
演 - マリア・シモン、日本語吹き替え - 藤貴子
アレックスの姉。学生結婚の末離婚したシングルマザー。大学で経済学を学んでいたが、ベルリンの壁崩壊後に中退してバーガーキングに勤務、そこで知り合ったライナーと付き合い始める。母のため当初は渋々ながらアレックスに協力していたが、度重なる偽装行動や東ドイツ時代の垢ぬけない生活に苛立ちを隠せなくなっていく。のちに職場と病院で父と再会するが、作中では会話していない。ライナーとの間に出来た2人目の子供を妊娠する。
デニス・ドマシュケ
演 - フロリアン・ルーカス、日本語吹き替え - 高木渉
アレックスの再就職した衛星放送サービス会社の同僚で西ドイツ出身の青年。「明日のキューブリック」を目指す映画マニアで、自主制作映画を作っている。親友となったアレックスを助けるために持っていた東ドイツのニュース番組の録画テープを基に偽のニュース映像を作成。自ら付け髭を生やしてアナウンサーとして登場している。
ライナー
演 - アレクサンダー・ベイヤー、日本語吹き替え - 高瀬右光
アリアーネの新しい恋人。アリアーネの就職したバーガーキングのマネージャーでインド文化オタク。少し間の抜けたところはあるが愛嬌のある青年。アレックスの無茶な試みに渋々協力させられてトラバントの新車を購入する。
ローベルト・ケルナー
演 - ブルクハルト・クラウスナー、日本語吹き替え - 遠藤純一
アレックスの父で医師。愛人にそそのかされて西ドイツに亡命したとアレックスは聞かされていたが、実は家族全員で亡命する計画で先に東ドイツを出るも、クリスティアーネがリスクを恐れて残ったため離れ離れとなってしまう。何通も手紙を送り3年も家族が来ることを待っていたが待ちきれず西ドイツで再婚し、庭付きの豪邸で妻と2人の子供に囲まれて生活している。自宅を訪ねてきたアレックスから事情を聞き、入院中のクリスティアーネと再会する。
ジークムント・イェーン
演 - シュテファン・ヴァルツ
東ドイツ空軍の軍人にして東西ドイツ両国で初の宇宙飛行士。アレックスにとっての英雄的存在。作中ではベルリンの壁崩壊後にタクシーの運転手になっており（ただし小説版では本人ではなくイェーンによく似たそっくりさんという設定）、偶然アレックスを乗せる。アレックスの最後の偽装ニュースに出演し、統一されたドイツの新たなトップとして演説する。
なお、イェーンは実在の人物だが、史実では東西ドイツ統一の前日まで東ドイツ空軍の将官として勤務しており（最終階級は少将）、退役後はドイツ航空宇宙センターのコンサルタントとなっている。日本公開時の字幕では「S・イェーン」と表記されており、DVD版の吹替えやノヴェライズ版では「ジクムント」と発音あるいは表記されている。

## 日本公開版の関係者
- 字幕版翻訳：石田泰子
- 日本語吹替版翻訳：郡山奈美子・浅野倫子

## 関連人物・関連用語

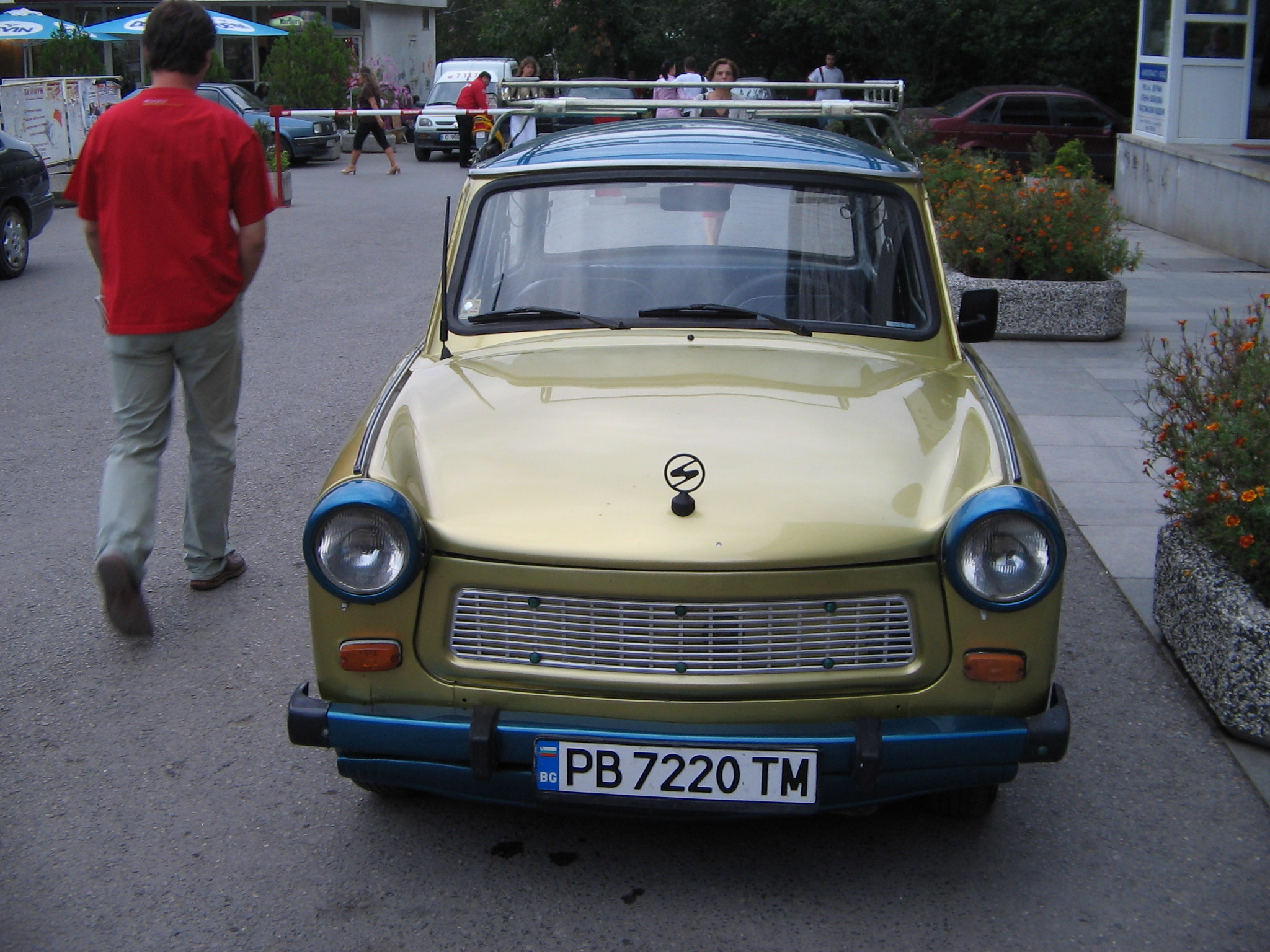
トラバント

- ウラジーミル・レーニン
題名「グッバイ、レーニン!」が指し示す人物。劇中ではベルリンの壁崩壊の象徴として解体され運ばれるレーニン像が登場する。
- シュタージ
東ドイツの秘密警察。作中に登場し、母親クリスティアーネに対して嫌味な言動を執拗に行なう。
- ドイツ人民警察
東ドイツの警察。アレックスが加わったデモ隊の排除を試みる。
- 国家人民軍
東ドイツの軍隊。東ベルリン都心のカール・マルクス・アレーで建国40周年の軍事パレードが挙行され、アレックスが騒音と振動に頭を抱えてしまう。しかしその1か月後、ベルリンの壁が解放される。軍事パレードのシーンには実際の記録映像が使われている。
- ザントマン（砂男）
旧東ドイツで製作されていたパペット・アニメーション作品。夜更かしする子供に睡眠を促す少年の妖精の数々の冒険を描いた作品で、東西ドイツ統一後も命脈を保ち続けている数少ない旧東ドイツ産文化の一つであり、象徴的な存在。作中ではイェーンが宇宙飛行時に宇宙船内に人形を持ち込んでおり、またアレックスが西ドイツのローベルト邸で見て、ローベルトがアレックスに気づくきっかけとなった。
- 東ドイツマルク
東ドイツの通貨。劇中では東西統一後にドイツマルクへ交換されることになったが、母が大量の東ドイツマルクの隠し場所を病気のショックから忘れてしまい、母がやっと隠し場所を思い出した時にはすでに交換期限を過ぎていた。
- シュプレーヴァルト・グルケン
主人公の母の好物である旧東ドイツ産ピクルスの銘柄。シュプレーヴァルトとは、ブランデンブルク州南西部にある湿地帯の地名であり、原材料であるキュウリの産地である。シュプレーヴァルト・グルケンというピクルスそのものは、19世紀の作家テオドール・フォンターネが同地方の名産品として言及しており、1999年にはEUから原産地名称保護の対象として認定された。
- モカフィックス・ゴールト
旧東ドイツの代表的なコーヒー・ブランド。「シュプレーヴァルト・グルケン」のピクルス空き瓶同様、主人公はこのコーヒーの銘柄のパッケージ探しをすることになる。製造元のレーストファイン・カフェー社は1908年創業の歴史を持ち、東西ドイツ再統一後も存続して、旧東ドイツで親しまれたモカフィックスなどのブランドも健在である。
- 子供鉄道
旧共産圏にて多く見られた子供の運営による鉄道。本作でも登場する。ハンガリーのブダペスト、ロシア各地（サハリン州のユジノサハリンスクなど）では今日でも存在し、観光名所の一つになっている。子供鉄道の一覧も参照。
- インテル・コスモス計画（西欧では「インター・コスモス計画」と呼称）
1973年7月13日に調印され、1977年3月25日に発効。正式名称は「平和目的のための宇宙空間の探査及び利用に関する協定」。旧ソビエトを中心に、締約国諸国（ブルガリア、ハンガリー、旧東ドイツ、キューバ、モンゴル、ポーランド、ルーマニア）により結ばれた共同宇宙開発プロジェクト。作中に登場したジークムント・イェーンは、東ドイツ代表の宇宙飛行士として選抜されて参加した[3]。

- トラバント
旧東ドイツ製の小型乗用車。作中ではアレックスが家族とララを連れて山小屋に行くのに使われている。
- シュヴァルベ (SIMSON Schwalbe)
旧東ドイツ製のスクーター。作中ではアレックスが黄色のシュヴァルベを足代わりにしている。ネーミングは鳥のツバメの意味。いくつかのバリエーションがあるが、いずれもエンジン排気量は約50cc。
- オスタルギー
ドイツ語で「東」を意味する「オスト」と「郷愁」を意味する「ノスタルギー」を合わせた造語。東西ドイツ統一後に旧東地区出身者の「昔だってそんなに悪くなかった」との感傷から作られた概念。本作品自体がオスタルギーに満ちているとも言える。
- 心臓発作
ドイツ国内では、東西ドイツ統一そのものは肯定的に捉えられているが、統一を急ぎすぎたことにより生じた東西の経済格差や雇用格差などが社会問題となっている。本作品の「急激な西側文化の流入が心臓発作を引き起こす」という設定は、統一に対する社会的評価が投影されたものである[4]。

## 入手可能なメディア
- DVD『グッバイ、レーニン！』 映像特典として未公開シーンや監督のインタビューも収録されている。発売元はカルチュア・パブリッシャーズ、販売元は日本ソフトサービス。
- Blu-ray 2014年1月10日発売　発売元ギャガ、販売元東映、東映ビデオ
- ノヴェライズ版『グッバイ、レーニン！』 入間眞・編訳：竹書房文庫より2004年2月21日初版発行。巻頭に関連年表が付く。